# Nargus badius
Nargus badius är en skalbaggsart som först beskrevs av Sturm 1839.  Nargus badius ingår i släktet Nargus, och familjen mycelbaggar. Arten har ej påträffats i Sverige.